# Zedd
Zedd, artiestennaam van Anton Igorevitsj Zaslavski (Russisch: Антон Игоревич Заславский) (Saratov, 2 september 1989), is een Russisch-Duits producer en dj van Russische komaf. Hij produceert vooral electrohousemuziek, maar maakt ook een andere soort muziek, die bekendstaat als 'Zedd style', met invloeden van progressive house, complextro en dubstep.

## Biografie
Zaslavski begon met piano spelen op 4-jarige leeftijd. Hij begon met drummen op 12-jarige leeftijd, en begon in 2002 te spelen voor de Duitse post-hardcore/rock/metal trio "Dioramic". Zaslavski's interesse in het produceren van elektronische muziek begon na het horen van '†' van het Franse elektronische duo Justice. Hij begon in 2009 met het maken van elektronische muziek.

#### Muzikale biografie
Onder de naam 'Zedd', heeft Zaslavski veel verschillende nummers geproduceerd. Hij werd bekend toen hij twee remix-wedstrijden op beatport won; zijn eerste officiële nummer, 'The Anthem', kwam in de beatport electrohouse top 20. Zijn remix van Skrillex' "Scary Monsters and Nice Sprites" vond zijn hoogste positie in de Beatport Electrohouse Top 10-lijsten op  nummer 2. Hij heeft onder andere remixen gemaakt van nummers van bekende artiesten als The Black Eyed Peas, Fatboy Slim, Skrillex, en veel meer.
In 2011, kwamen Zedds remixen van Lady Gaga's nummers "Born This Way" en "Marry the Night" uit op de Born This Way Deluxe Edition uitgaven.
Zedd maakt zijn muziek met het pakket Cubase en gebruikt verschillende plug-ins zoals de Sylenth1, Nexus2 en Omnisphere synthesizers.
In september 2011, werd Zedds single "Shave It" uitgegeven als een 30 seconden durende "teaser" op Skrillexs YouTube pagina, wat zijn eerste single onder label "OWSLA" was.
Voor fans heeft hij een partyline opgezet, zodat ze hem, Lucky Date en Porter Robinson live aan de telefoon kunnen spreken.
In 2012 maakte hij een mashup van Skrillex' remix van Cinema van Benny Benassi en Gary Go, en zijn eigen single Slam the Door.
In 2012 maakte hij op Facebook bekend dat hij aan een album bezig is, dat nu af is. Het heet "Clarity", en is op 2 oktober uitgebracht onder Interscope Records.
In 2012 begon hij zelf zijn eerste remix-contest op Beatport, waar producers verschillende delen van Zedd's single "Spectrum" gratis kunnen downloaden om er daarna een remix van te maken.
Hij heeft ook Justin Biebers nummer "Beauty And A Beat"  en Eva Simons' single "I Don't Like You" geproduceerd.
Voor het jaar 2013 staat ook nog het album ARTPOP van Lady Gaga te wachten. Zedd is een van de producers van het album. De andere producers zijn Madeon, DJ White Shadow, Fernando Garibay, RedOne en er wordt gesuggereerd dat er nog een aantal andere bekenden hun naam aan het album verbinden.
In 2014 werkte hij samen met Ariana Grande. Hij schreef en produceerde het nummer Break Free.
In mei 2015 bracht Zedd zijn tweede album "True Colors" uit, waarop samenwerkingen verschenen met onder andere Selena Gomez en Troye Sivan. 
In 2016 werd de single "True Colors" van het gelijknamige album heropgenomen, dit keer ingezongen door Kesha.
In 2016 bracht hij het nummer "Ignite" uit, voor het League of Legends-wereldkampioenschap van dat jaar.
Zijn derde studioalbum Telos verscheen op 30 augustus 2024. Meteen op dezelfde dag verscheen ook de single Automatic Yes, een samenwerking met John Mayer. Ook werkt Zedd op dit album samen met Muse, op het nummer 1685.

## Discografie

### Singles
| Single met eventuele hitnotering(en) in de Nederlandse Top 40 | Datum van verschijnen | Datum van binnenkomst | Hoogste positie | Aantal weken | Opmerkingen                                                  |
| ------------------------------------------------------------- | --------------------- | --------------------- | --------------- | ------------ | ------------------------------------------------------------ |
| Spectrum                                                      | 04-06-2012            | 18-08-2012            | tip4            | -            | met Matthew Koma                                             |
| Clarity                                                       | 01-02-2013            | 26-01-2013            | tip11           | -            | met Foxes / Nr. 81 in de Single Top 100                      |
| Clarity                                                       | 2013                  | 17-08-2013            | tip6            | -            | Re-entry / met Foxes                                         |
| Stay the Night                                                | 14-10-2013            | 21-09-2013            | tip8            | -            | met Hayley Williams                                          |
| Stay the Night                                                | 14-10-2013            | 01-02-2014            | tip8            | -            | Re-entry / met Hayley Williams / Nr. 85 in de Single Top 100 |
| Break Free                                                    | 2014                  | 26-07-2014            | 3               | 26           | met Ariana Grande / Nr. 6 in de Single Top 100               |
| I Want You To Know                                            | 2015                  | 21-03-2015            | 30              | 7            | met Selena Gomez / Nr. 59 in de Single Top 100               |
| Beautiful Now                                                 | 2015                  | 06-06-2015            | tip2            | -            | met Jon Bellion / Nr. 91 in de Single Top 100                |
| Candyman                                                      | 2016                  | 26-03-2016            | tip13           | -            | met Aloe Blacc                                               |
| Starving                                                      | 2016                  | 24-09-2016            | 7               | 18           | met Hailee Steinfeld & Grey / Nr. 74 in de Single Top 100    |
| Stay                                                          | 2017                  | 18-03-2017            | 8               | 18           | met Alessia Cara / Nr. 51 in de Single Top 100               |
| Get Low                                                       | 2017                  | 15-07-2017            | tip7            | -            | met Liam Payne / Nr. 81 in de Single Top 100                 |
| The Middle                                                    | 2018                  | 17-02-2018            | 2               | 25           | met Maren Morris & Grey / Nr. 49 in de Single Top 100        |
| Happy now                                                     | 2018                  | 04-08-2018            | 10              | 13           | met Elley Duhé / Alarmschijf                                 |
| Lost in Japan - remix                                         | 2018                  | 13-10-2018            | 19              | 3            | met Shawn Mendes / Alarmschijf                               |
| 365                                                           | 2019                  | 02-03-2019            | 24              | 6            | met Katy Perry                                               |
| Good Thing                                                    | 2019                  | 02-11-2019            | 40              | 2            | met Kehlani                                                  |
| Funny                                                         | 2020                  | 18-07-2020            | tip19           | 4            | met Jasmine Thompson                                         |
| Inside out                                                    | 23-10-2020            | 24-10-2020            | tip30*          |              | met Griff                                                    |

| Single met hitnotering(en) in de Vlaamse Ultratop 50 | Datum van verschijnen | Datum van binnenkomst | Hoogste positie | Aantal weken | Opmerkingen                      |
| ---------------------------------------------------- | --------------------- | --------------------- | --------------- | ------------ | -------------------------------- |
| Spectrum                                             | 2012                  | 30-06-2012            | tip74           | -            | met Matthew Koma                 |
| Fall Into the Sky                                    | 2013                  | 19-01-2013            | tip63           | -            | met Ellie Goulding & Lucky Date  |
| Clarity                                              | 2013                  | 05-10-2013            | 38              | 5            | met Foxes                        |
| Stay the Night                                       | 2013                  | 25-01-2014            | tip10           | -            | met Hayley Williams              |
| Find You                                             | 2014                  | 05-04-2014            | tip34           | -            | met Matthew Koma & Miriam Bryant |
| Break Free                                           | 2014                  | 06-09-2014            | 17              | 20           | met Ariana Grande                |
| I Want You To Know                                   | 23-02-2015            | 07-03-2015            | 40              | 1            | met Selena Gomez                 |
| Beautiful Now                                        | 01-06-2015            | 13-06-2015            | tip33           | -            | met Jon Bellion                  |
| Stay                                                 | 2017                  | 18-03-2017            | 21              | 21           | met Alessia Cara                 |
| The Middle                                           | 2018                  | 17-02-2018            | 8               | 24           | met Maren Morris                 |
| Happy now                                            | 2018                  | 11-08-2018            | 33              | 12           | met Elley Duhé                   |

## Discografie

### Albums
- "Clarity":
  - "Hourglass" (feat. LIZ)
  - "Shave It Up"
  - "Spectrum" (feat. Matthew Koma)
  - "Lost At Sea" (feat. Ryan Tedder)
  - "Clarity" (feat. Foxes)
  - "Codec"
  - "Stache"
  - "Fall Into The Sky" (feat. Ellie Goulding & Lucky Date)
  - "Follow You Down" (feat. Bright Lights)
  - "Epos"
- "True Colors":
  - "Addicted to a Memory" (feat. Bahari)
  - "I Want You to Know" (feat. Selena Gomez)
  - "Beautiful Now" (feat. Jon Bellion)
  - "Transmission" (feat. Logic and X Ambassadors)
  - "Done with Love"
  - "True Colors"
  - "Straight Into the Fire"
  - "Papercut" (feat. Troye Sivan)
  - "Bumble Bee" (with Botnek)
  - "Daisy"
  - "Illusion" (feat. Echosmith)

### Singles
- "Adrenaline" (met Grey)
- "Ignite" (2016 League of Legends World Championship)
- "The Anthem"
- "Autonomy"
- "Candyman"
- "The Legend Of Zelda"
- "Changes" (feat. Champions)
- "Dovregubben"
- "Find You" (feat. Matthew Koma and Mirjam Bryant)
- "G.U.Y. (Girl Under You)" (feat. Lady Gaga)
- "Human" (feat. Nicky Romero and LIZ)
- "Shave It"
- "Scorpion Move"
- "Stars Come Out" (feat. Heather Bright)
- "Stay" (with Alessia Cara)
- "Stay The Night" (Feat. Hayley Williams)
- "Slam the Door"
- "Shotgun"
- "Spectrum" (feat. Matthew Koma)
- "Stache"
- "Clarity" (feat. Foxes)
- "Push play" (feat. Miriam Bryant)
- "Break Free" (feat. Ariana Grande)

### Remixen
- Arbre Blass - "No Regrets" (SL Curtiz & Zedd Remix)
- Armand Van Helden - "Witch Doktor" (Zedd Remix)
- B.O.B. - "Nothin' on You" (Zedd Remix)
- The Black Eyed Peas - "The Time (Dirty Bit)" (Zedd Remix)
- Dan Thomas - "This Year" (Zedd Remix)
- David May - "Facebook Love" (Zedd Remix)
- David May - "Facebook Love" (Zedd Instrumental Remix)
- Diddy Dirty Money - "Ass on The Floor" (Zedd Remix)
- DJ Snake - "Let Me Love You" (Zedd Remix) feat. Justin Bieber
- Erick Decks - "Nasty" (Zedd Remix)
- Erick Decks - "Nasty" (Zedd Vocal Remix)
- Fatboy Slim - "Weapon of Choice" (Zedd Remix)
- FLX - "I Feel Untouched" (Zedd's Bigroom Remix)
- Lady Gaga - "Born This Way" (Zedd Remix)
- Lady Gaga - "Marry the Night" (Zedd Remix)
- Lucky Date - "Ho's & Disco's" (Zedd Remix)
- Magic! - "Rude" (Zedd Remix)
- Moussa Clarke - "Love Key 2010" (Zedd Mix)
- Periphery - "Icarus Lives!" (Zedd Remix)
- Skrillex - "Scary Monsters and Nice Sprites" (Zedd Remix)
- Skrillex - "Weekends!" (Zedd Remix)
- Skrillex featuring The Doors - "Breakn' a Sweat" (Zedd Remix)
- SL Curtiz - "Kid Yourself" (Zedd Remix)
- Swedish House Mafia - "Save the World" (Zedd Remix)
- Wolfgang Gartner - "Latin Fever" (Zedd Remix)
- Zedd - Stay The Night (feat Hayley Williams of Paramore)